# Alun Armstrong
Alun Armstrong, all'anagrafe Alan (Annfield Plain, 17 luglio 1946), è un attore britannico.
Armstrong è cresciuto nella contea di Durham nel Nordest dell'Inghilterra. La sua carriera è iniziata nei primi anni 1970.
Le sue interpretazioni includono sette serie nei panni del detective Brian Lane in New Tricks. Armstrong è stato anche un attore di teatro, infatti, ha passato nove anni con la Royal Shakespeare Company. Ha creato il ruolo di Thénardier nella produzione londinese di Les Misérables e ha vinto un Olivier Award per aver interpretato il ruolo di protagonista in Sweeney Todd.
Ruoli che gli assicurarono successo e fama sono: Oliver Twist (2005), La mummia - Il ritorno (2001) e Eragon (2006).

## Biografia
Alun Armstrong è nato a Annfield Plain, nei pressi di Stanley, nella contea di Durham. Suo padre era un minatore ed entrambi i genitori erano predicatori laici. Ha frequentato la Consett Grammar School, dove trovò l'ispirazione per recitare da un insegnante.
Egli ebbe un provino con la National Youth Theatre nelle vacanze estive del 1964, ma il suo dialetto e il suo accento del nord lo faceva sentire fuori posto. Impossibilitato ad entrare nella scuola di recitazione, Armstrong studiò invece, all'Università di Newcastle. Però trovò un corso inadatto e sentiva di non trovarsi a suo agio, dopo due anni venne espulso perché smise di frequentare le lezioni. 
Armstrong ebbe un impiego come muratore e come becchino, prima che decidesse di provare a recitare di nuovo. 
Ha iniziato lavorando come direttore di scena presso l'Arts Theatre di Cambridge. Ha poi continuato a teatro con la compagnia del Sheffield Repertory Theatre.
Comincio' di nuovo a recitare nel 1970, diventando un importante attore di cinema e teatro.

## Vita privata
È sposato e ha tre figli: Tom, Joe (anch'egli attore) e Dan.

## Filmografia parziale

### Cinema
- Carter (Get Carter), regia di Mike Hodges (1971)
- I duellanti (The Duellists), regia di Ridley Scott (1977)
- La donna del tenente francese (The French Lieutenant's Woman), regia di Karel Reisz (1981)
- Krull, regia di Peter Yates (1983)
- Cacciatore bianco, cuore nero (White Hunter Black Heart), regia di Clint Eastwood (1990)
- Detective Stone (Split Second), regia di Tony Maylam e Ian Sharp (1992)
- Giochi di potere (Patriot Games), regia di Phillip Noyce (1992)
- Black Beauty, regia di Caroline Thompson (1994)
- Un'avventura terribilmente complicata (An Awfully Big Adventure), regia di Mike Newell (1995)
- Braveheart - Cuore impavido (Braveheart), regia di Mel Gibson (1995)
- Il Santo (The Saint), regia di Phillip Noyce (1997)
- Onegin, regia di Martha Fiennes (1999)
- Il mistero di Sleepy Hollow (Sleepy Hollow), regia di Tim Burton (1999)
- Harrison's Flowers, regia di Elie Chouraqui (2000)
- Rapimento e riscatto (Proof of Life), regia di Taylor Hackford (2000)
- La mummia - Il ritorno (The Mummy Returns), regia di Stephen Sommers (2001)
- Paradise Found, regia di Mario Andreacchio (2003)
- Le forze del destino (It's All About Love), regia di Thomas Vinterberg (2003)
- Van Helsing, regia di Stephen Sommers (2004)
- Millions, regia di Danny Boyle (2004)
- Oliver Twist, regia di Roman Polański (2005)
- Eragon, regia di Stefen Fangmeier (2006)
- Possum, regia di Matthew Holness (2018)
- The Choral, regia di Nicholas Hytner (2025)

### Televisione
- Our Friends in the North – serie TV, 5 episodi (1996)
- Breaking the Code, regia di Herbert Wise – film TV (1996)
- Little Dorrit – miniserie TV (2008)
- The Hollow Crown – miniserie TV, 2 episodi (2012)
- New Tricks - Nuove tracce per vecchie volpi (New Tricks) – serie TV, 80 episodi (2003-2014)
- Downton Abbey – serie TV, episodio 5x09 (2014)
- Penny Dreadful – serie TV, 3 episodi (2014)
- Frontiera (Frontier) – serie TV, 17 episodi (2016-2018)
- Prime Suspect 1973 – miniserie TV, 6 puntate (2017)
- Tom Jones - Una storia d'amore (Tom Jones), regia di Georgia Parris – miniserie TV (2023)

## Teatro (parziale)
- The Changing Room di David Storey. Royal Court Theatre di Londra (1971)
- Dracula da Bram Stoker. Bush Theatre di Londra (1972)
- Come vi piace di William Shakespeare. Nottingham Playhouse di Nottingham (1975)
- Molto rumore per nulla di William Shakespeare. Tour UK, Donmar Warehouse di Londra (1979)
- Il cerchio di gesso del Caucaso di Bertolt Brecht. Tour UK, Donmar Warehouse di Londra (1979)
- The Life and Adventures of Nicholas Nickleby, di David Edgar. Aldwych Theatre di Londra (1981)
- La tempesta di William Shakespeare. Royal Shakespeare Theatre di Stratford, Barbican Centre di Londra (1982)
- La bisbetica domata di William Shakespeare. Royal Shakespeare Theatre di Stratford, Barbican Centre di Londra (1982)
- La ragazza ruggente di Thomas Middleton e Thomas Dekker. . Royal Shakespeare Theatre di Stratford, Barbican Centre di Londra (1983)
- Il crogiuolo di Arthur Miller. Christ Church di Spitalfields (1984), tour britannico e polacco (1985)
- Il racconto d'inverno di William Shakespeare. Christ Church di Spitalfields (1984), tour britannico e polacco (1985)
- Troilo e Cressida di William Shakespeare. Royal Shakespeare Theatre di Stratford, Barbican Centre di Londra (1986)
- Les Misérables di Claude-Michel Schönberg, Alain Boublil e Herbert Kretzmer. Barbican Centre e Palace Theatre di Londra (1986)
- L'ebreo di Malta di Christopher Marlowe. Barbican Centre e Palace Theatre di Londra (1987)
- Il padre di August Strindberg. National Theatre di Londra (1987)
- Sweeney Todd: The Demon Barber of Fleet Street di Stephen Sondheim e Hugh Wheeler. National Theatre di Londra (1993)
- Finale di partita di Samuel Beckett. Donmar Warehouse di Londra (1996)
- Morte di un commesso viaggiatore di Arthur Miller. National Theatre di Londra (1996)
- La grande strage dell'impero del sole di Peter Shaffer. National Theatre di Londra (2006)
- My Fair Lady di Alan Jay Lerner e Frederick Loewe. Royal Albert Hall di Londra (2012)
- Il re muore di Eugène Ionesco. Ustinov Theatre di Bath (2014)
- To Have and To Hold di Richard Bean. Hampstead Theatre di Londra (2023)

## Doppiatori italiani
Nelle versioni in italiano delle opere in cui ha recitato, Alun Armstrong è stato doppiato da:
- Carlo Reali ne I duellanti, Le forze del destino
- Pietro Biondi in Onegin, Downton Abbey
- Nino Prester in Giochi di potere, Eragon
- Gianni Giuliano in Breeders - Genitori al limite, Tom Jones - Una storia d'amore
- Eugenio Marinelli in Misura per misura
- Paolo Lombardi in Penny Dreadful
- Franco Zucca in Cacciatore bianco, cuore nero
- Sandro Iovino in Oliver Twist
- Piero Tiberi in Krull
- Lucio Saccone in Ghiaccio blu
- Renato Izzo in Van Helsing
- Vittorio Amandola in Millions
- Ambrogio Colombo in Strictly Sinatra
- Michele Gammino in Detective Stone
- Stefano De Sando in Un'avventura terribilmente complicata
- Mauro Magliozzi in Braveheart - Cuore impavido
- Vittorio Di Prima in La mummia - Il ritorno
- Massimo Corvo in Aristocrats
- Raffaele Fallica in New Tricks - Nuove tracce per vecchie volpi
- Ennio Coltorti in Frontiera
- Giorgio Locuratolo in Misura per misura (ridoppiaggio)

Nei prodotti nei quali ha partecipato come doppiatore, è stato sostituito da:
- Paolo Buglioni in Shakespeare - I capolavori animati